# Tramway de Ploiești
Le tramway de Ploiești est le réseau de tramway desservant la ville roumaine de Ploiești.

## Historique
Lors de son inauguration en 1987, le réseau comportait huit lignes :
- 101 : Spitalul Judeţean – Gara de Sud;
- 102 : Spitalul Judeţean – Gara de Vest;
- 103 : Gara de Vest – Gara de Sud;
- 104 : Armoniei – Uztel;
- 105 : Gara de Sud – Cablul Românesc;
- 106 : Gara de Sud – Uztel;
- 107 : Gara de Vest – Uztel;
- 28 : Spitalul Judeţean – Uztel.

## Réseau actuel

### Aperçu général
Le réseau compte deux lignes :
- 101 : Spitalul Judeţean − Gara de Sud
- 102 : Spitalul Judeţean − Gara de Vest

### Matériel roulant
33 rames circulent sur le réseau.
- 1 V3A - 93M
- 25 Tatra KT4D
- 7 Tatra KT4DM